# 鈴木志乃
鈴木 志乃（すずき しの、1998年7月15日 - ）は、静岡県静岡市出身の日本のアイドル、プロレスラー。アイドル兼プロレスラーグループ『アップアップガールズ（プロレス）』のメンバー。

## 経歴
2022年3月19日 - 新メンバーオーディションの開催が発表され、同年8月14日の後楽園ホール大会にて「シノ」の加入が発表される。8月27日 - 横浜アリーナで開催された@JAM EXPO 2022でシノがステージデビュー。
2023年2月18日 - 東京女子プロレス名古屋大会の前説でおこなわれたアップアップガールズ（プロレス）の歌のコーナーにてシノのプロレスデビューが発表される。2月27日 - リングネームが鈴木志乃に決定、コスチュームが公開される。3月6日 - 東京女子プロレス新宿FACE大会にて渡辺未詩& 乃蒼ヒカリ vs らく&鈴木志乃戦でプロレスデビュー。
2024年5月6日、後楽園ホール大会の対凍雅戦でシングル初勝利とともに自力初勝利。

## 人物
- 前職はバスガイド。

## 得意技
後方回転エビ固め
初勝利時のフィニッシャー。
スリーパーホールド
スイング・ネックブリーカー
ベリー・トゥ・ベリー
観光案内
「あちらに見えますのが、○○でございます」というフォーマットで試合会場付近の事物を紹介しながらリング上の相手を連れまわし、コーナーマットへ激突させる。

## 入場曲
ワタシノセオリー ／ 鈴木志乃

## 出演

### テレビ
- ぽかぽか（2024年6月28日、フジテレビ）[5]

### Web配信
- ABEMA BOATRACE COLORS『クロクルパレット』（2024年11月8日 - 、ABEMA）[6]